# Emmaberg
Emmaberg (Limburgs: D'n Emmaberg) is een gehucht in de gemeente Valkenburg aan de Geul. Het plaatsje is gelegen tussen Hulsberg en Valkenburg, aan de provinciale weg N298. Een gedeelte van de Emmaberg maakte tot de gemeentelijke herindeling van 1 januari 1982 deel uit van de voormalige gemeente Hulsberg, die deels opging in de gemeente Nuth en deels in de gemeente Valkenburg aan de Geul. Eeuwen geleden stond op de plaats waar nu het gehucht ligt de galg op de Emmaberg.

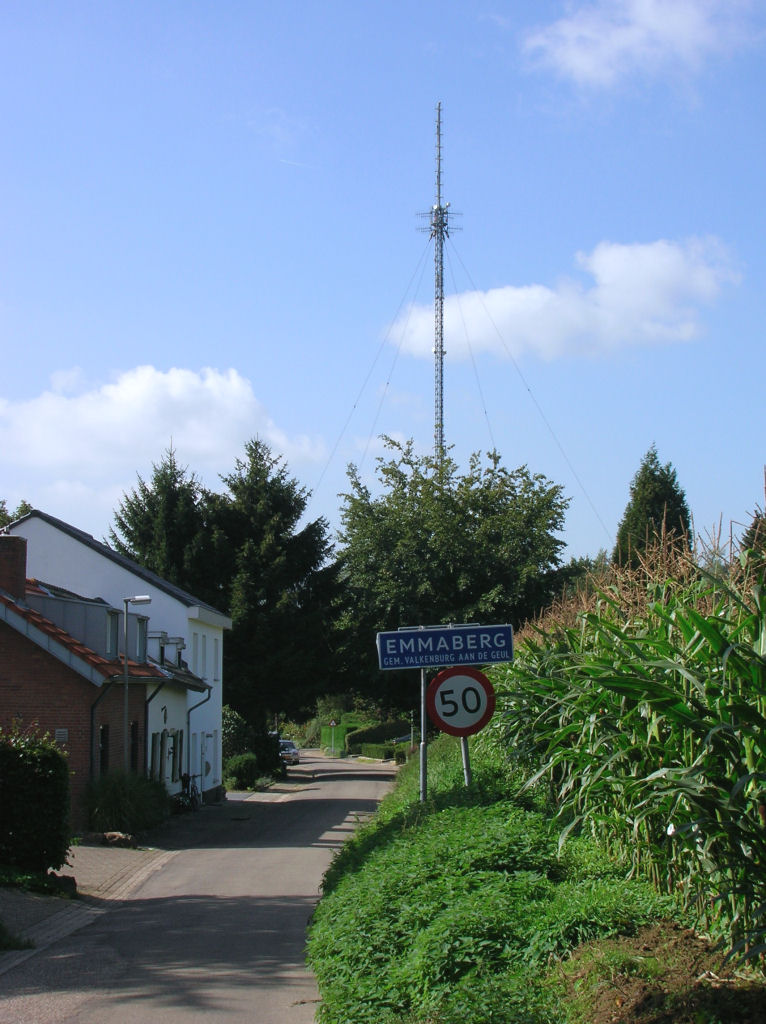
Emmaberg en de zendmast

Hoewel officieel een gehucht, bestaat Emmaberg vooral uit villa's en wordt het vaak gezien als een dure buitenwijk van Valkenburg. In Emmaberg staat ook de 150 meter hoge zendmast (Zendmast Emmaberg) van waaruit de radio- (FM en DAB+) en televisie-uitzendingen (DVB-T) van de Nederlandse Publieke Omroep, de regionale omroep L1 en de commerciële radiostations 100% NL en Qmusic Limburg worden uitgezonden. Deze zendmast is landelijk bekend als 'Zender Hulsberg', genoemd naar de voormalige gemeente waar deze zendmast staat.
Dorpen: Berg · Broekhem · Houthem · Oud-Valkenburg · Schin op Geul · Sibbe · Valkenburg · Vilt

Gehuchten: Emmaberg · Engwegen · Geulhem · Heek · Heerstraat · IJzeren · Keutenberg · Neerhem · Plenkert · Schoonbron · Sint Gerlach · Strabeek · Strucht · Terblijt · Vroenhof · Walem

Limburg: Steden en dorpen      Nederland: Provincies · Gemeenten